# Бондарчук Петро Федотович
Петро́ Федо́тович Бондарчу́к (*1 червня 1936, Талалаївка (нині Василівка) Іллінецького району Вінницької області — † 2021, Донецьк)) — український поет, прозаїк.

## Біографія
Народився 1 червня 1936 р. в с. Талалаївка (нині Василівка) Іллінецького району Вінницької області. З 1962 року жив у Донецьку.
Після закінчення семирічної школи працював лісорубом. Закінчив філологічний факультет Донецького університету. Голова творчого об'єднання українських письменників і художників «Лад».
Автор збірок поезій «Серцем чую», «Не відлюби свої тривоги», «Осінні човни», «Грань», «Шахтарське небо», «Три струни», «Білий травень», «На чистім овиді зорі»; книжок прози «Прости мені, лелько!», «Отава», «Ясени опівночі», «Калина край дороги», «Воскресные поезда», «Зорі живуть довго», «Квітка, повна роси», «Светлой осенью», «Красные яблоки», «Немов любов шалена»; творів для дітей «Оля малює». «Там, де синій потічок», «Шахтарські вогники», «Чарівна птиця», «Хто запалює сонечко»; збірок гумору і сатири «Жертва гонору», «По дорозі на Парнас» та ін.
Автор понад 20 видань, серед яких книжки поезій: «Серцем чую», «Не відлюби свої тривоги», «Осінні човни», «Грань», «Шахтарське небо», «Три струни», «Білий травень»; збірки повістей та оповідань: «Прости мені, лелько», «Отава», «Ясени опівночі», «Калина край дороги», «Шахтарські вогники», «Воскресные поезда». «Зорі живуть довго», «Квітка, повна роси», «Красные яблоки»; книжки для дітей: «Оля малює», «Там, де синій потічок», «Чарівна птиця» та ін. Окремі твори перекладені на білоруську, англійську, німецьку мови.
Лауреат обласних літературних премій імені В. Сосюри та П. Байдебури.
Помер в окупованому Донецьку не пізніше 5 квітня 2021 року. 